# Jens Wallays
Jens Wallays, nascido a 15 de setembro de 1992 em Roeselare, é um ciclista profissional belga membro do conjunto Topsport Vlaanderen-Baloise. O seu irmão Jelle também é ciclista profissional.

## Palmarés
2014 (como amador)
- La Côte Picarde

## Equipas
- Topsport Vlaanderen-Baloise (2015-)